# Joel Brooks
Joel Brooks (New York, 17 december 1949) is een Amerikaans acteur.

## Biografie
Brooks begon in 1979 met acteren in de televisieserie Ryan's Hope. Hierna heeft hij nog meerdere rollen gespeeld in televisieseries en films zoals Teachers Only (1983), My Sister Sam (1986-1988), Indecent Proposal (1993), Here Come The Munsters (1995), Six Feet Under (2001-2002), Bound by Lies (2005), Days of Our Lives (2010) en Shake It Up (2011).
Brooks stond in 2008 ook in het theater met de musical Li'l Abner in Los Angeles, samen met onder andere Fred Willard en Jamie Luner.
Brooks is momenteel ook bezig als leraar voor acteerklassen en neemt hij ook audities af.

## Filmografie[2]

### Films
Uitgezonderd korte films.
- 2019 The Untold Story - als Samuel
- 2018 Mistrust - als Steve Masterson
- 2014 Entitled - als Harry Harrison
- 2009 Basement Jack – als officier Wytynek
- 2005 The Mostly Unfabulous Social Life of Ethan Green – als Hat Sister
- 2002 Now You Know – als vriend van mr. Victim
- 2002 Door to Door – als Alan
- 2002 The Gatekeeper – als Vance Johnson
- 2002 Duty Dating – als Paul Bartley
- 2002 Role of a Lifetime – als Irv Katz
- 2001 The Facts of Life Reunion – als Raymond Garrett
- 2001 Odessa or Bust – als directeur
- 2001 Spring Break Lawyer – als rechter
- 1999 Swallows – als Pietro
- 1998 Babylon 5: The River of Souls – als Jacob Mayhew
- 1998 Mr. Headmistress – als ??
- 1997 Toothless – als hoofd Norris
- 1996 The Man Who Captured Eichmann – als Meir
- 1995 Here Come The Munsters – als Larry Walker
- 1993 Indecent Proposal – als makelaar
- 1993 Blue Flame – als Morgan
- 1992 Are You Lonesome Tonight – als ??
- 1990 We'll Take Manhattan – als Rigaletti
- 1990 Close Encounters – als ??
- 1989 Dinner at Eight – als Max Kane
- 1989 Skin Deep – als Jake Fedderman
- 1988 Going to the Chapel – als ??
- 1986 Stranded – als Phil
- 1986 Help Wanted: Kids – als Lee
- 1984 Protocol – als Ben
- 1983 After George – als Cal Sloan
- 1981 Kiss Me, Petruchio – als Grumbio
- 1980 The Mating Season – als Paul Wagner
- 1980 Stir Crazy – als Len Garber

### Televisieseries
Uitgezonderd eenmalige gastrollen.
- 2023 - 2024 Good Trouble - als Morty - 10 afl.
- 2019 - 2020 Fuller House - als FBI agent Cooper - 2 afl.
- 2017 - 2018 The Mick - als rechercheur Hurley - 2 afl.
- 2015 - 2017 Young & Hungry - als rabbi Ben Shapiro - 2 afl.
- 2016 - 2017 K.C. Undercover - als dr. Levinstein - 2 afl.
- 2013 - 2016 Venice the Series - als ?? - 13 afl.
- 2014 - 2015 The Young and the Restless - als rechter Ramsey - 5 afl.
- 2011 - 2013 Shake It Up! - als mr. Polk - 4 afl.
- 2010 - 2011 The Mentalist - als advocaat - 2 afl.
- 2010 Days of Our Lives – als advocaat van de verdediging – 2 afl.
- 2006 – 2007 The War at Home – als dr. Joel Lieber – 3 afl.
- 2005 – 2006 Phil of the Futute – als Joel Messerschmidt – 4 afl.
- 2004 Half & Half – als dr. Bruckner – 2 afl.
- 2003 Run of the House – als Bernard – 2 afl.
- 2001 – 2002 Six Feet Under – als Robbie – 7 afl.
- 1999 It's Like, You Know... – als Clark – 2 afl.
- 1993 Dudley – als Harold Krowten – 5 afl.
- 1990 – 1991 Good Grief – als Warren Pepper – 13 afl.
- 1986 – 1988 My Sister Sam – als J.D. Lucas – 44 afl.
- 1983 – 1984 The Facts of Life – als Raymond Garrett – 2 afl.
- 1983 Teachers Only – als Spud Le Boone – 13 afl.
- 1979 – 1980 Three's Company – als dr. Prescott – 2 afl.
- 1979 Ryan's Hope – als chauffeur van Joe Novak – 3 afl.

- Library of Congress Control Number: no2003086205
- MusicBrainz: ca4ccdc7-7937-4994-898f-41a96d2fa565
- Virtual International Authority File: 29226852
- WorldCat: E39PBJccgBTRYkRbYmtcYdk4bd